# Лімарвін Боневасія
Лімарвін Боневасія (5 квітня 1989 , Віллемстад ) — нідерландський легкоатлет, що спеціалізується на спринті, срібний призер Олімпійських ігор 2020 року.

## Кар'єра
| Рік                    | Змагання                        | Місце проведення         | Місце                  | Дисципліна                   | Результат              | Примітки               |
| Представник Нідерланди | Представник Нідерланди          | Представник Нідерланди   | Представник Нідерланди | Представник Нідерланди       | Представник Нідерланди | Представник Нідерланди |
| ---------------------- | ------------------------------- | ------------------------ | ---------------------- | ---------------------------- | ---------------------- | ---------------------- |
| 2012                   | Олімпійські ігри                | Лондон, Велика Британія  | 24 (пф.)               | біг на 400 метрів            | 96.42                  |                        |
| 2013                   | Чемпіонат світу                 | Москва, Росія            | 5                      | естафета 4×100 метрів        | 38.37                  |                        |
| 2014                   | Чемпіонат Європи                | Цюрих, Швейцарія         | 18 (пф.)               | біг на 400 метрів            | 46.38                  |                        |
| 2014                   | Чемпіонат Європи                | Цюрих, Швейцарія         | 11 (з)                 | естафета 4×400 метрів        | 3:05.93                |                        |
| 2015                   | Чемпіонат Європи в приміщенні   | Прага, Чехія             | 20 (з.)                | біг на 400 метрів            | 47.62                  |                        |
| 2015                   | Чемпіонат світу                 | Пекін, Китай             | 24 (з.)                | біг на 400 метрів            | 45.65                  |                        |
| 2015                   | Чемпіонат світу                 | Пекін, Китай             | 8 (з.)                 | естафета 4×100 метрів        | 38.41                  |                        |
| 2016                   | Чемпіонат світу в приміщенні    | Портленд, США            | 19 (з.)                | біг на 400 метрів            | 47.48                  |                        |
| 2016                   | Чемпіонат Європи                | Амстердам, Нідерланди    | 3                      | біг на 400 метрів            | 45.41                  |                        |
| 2016                   | Чемпіонат Європи                | Амстердам, Нідерланди    | 7                      | естафета 4×400 метрів        | 3:04.52                |                        |
| 2016                   | Олімпійські ігри                | Ріо-де-Жанейро, Бразилія | 15 (пф.)               | біг на 400 метрів            | 45.03                  |                        |
| 2016                   | Олімпійські ігри                | Ріо-де-Жанейро, Бразилія | 14 (з.)                | естафета 4×100 метрів        | 38.53                  |                        |
| 2017                   | Чемпіонат Європи в приміщенні   | Белград, Сербія          | 3                      | біг на 400 метрів            | 46.26                  |                        |
| 2017                   | Командний чемпіонат Європи      | Лілль, Франція           | —                      | біг на 400 метрів            | DSQ                    |                        |
| 2017                   | Командний чемпіонат Європи      | Лілль, Франція           | 2                      | естафета 4×100 метрів        | 3:02.37                |                        |
| 2017                   | Чемпіонат світу                 | Лондон, Велика Британія  | 11 (з.)                | естафета 4×100 метрів        | 38.66                  |                        |
| 2018                   | Чемпіонат Європи                | Берлін, Німеччина        | 11 (пф.)               | біг на 400 метрів            | 45.39                  |                        |
| 2018                   | Чемпіонат Європи                | Берлін, Німеччина        | 9 (з.)                 | естафета 4×400 метрів        | 3:04.93                |                        |
| 2019                   | Чемпіонат Європи в приміщенні   | Глазго, Велика Британія  | 17 (з.)                | біг на 400 метрів            | 47.86                  |                        |
| 2019                   | Світові легкоатлетичні естафети | Йокогама, Японія         | 5                      | естафета 4×400 метрів        | 3:05.1                 |                        |
| 2021                   | Чемпіонат Європи в приміщенні   | Торунь, Польща           | 3                      | біг на 400 метрів            | 46.30                  |                        |
| 2021                   | Чемпіонат Європи в приміщенні   | Торунь, Польща           | 1                      | естафета 4×400 метрів        | 3:06.06                |                        |
| 2021                   | Світові легкоатлетичні естафети | Хожув, Польща            | 1                      | естафета 4×400 метрів        | 3:03.45                |                        |
| 2021                   | Олімпійські ігри                | Токіо, Японія            | 8                      | біг на 400 метрів            | 45.07                  |                        |
| 2021                   | Олімпійські ігри                | Токіо, Японія            | 2                      | естафета 4×400 метрів        | 2:57.18                |                        |
| 2021                   | Олімпійські ігри                | Токіо, Японія            | 4                      | естафета 4×400 метрів, мікст | 3:10.36                |                        |
| 2022                   | Чемпіонат світу                 | Юджин, США               | 2                      | естафета 4×400 метрів, мікст | 3:09.90                | NR                     |